# Más Gas
Más Gas es el segundo álbum de estudio de  la banda madrileña de rock Sugarless, lanzado en el 2002.

## Lista de canciones
1. Miedo
2. Más Gas
3. Que Bola
4. No
5. El Patio
6. Abre Tu Sonrisa
7. Imperio Del Sueno
8. Un Día Perfecto
9. Más De Mi
10. Sugar Sexy Sound

## Créditos
- Ivahn (voz).
- Joseba (bajo).
- Frankie (guitarra y producción).
- Samuel (batería).
- Dani Alcover (producción).

## Sencillos
- Miedo

## Videoclips
- Abre tu sonrisa